# Девід Норвуд
Девід Роберт Норвуд (англ. David Robert Norwood; 3 жовтня 1968, Фарнворт) – англійський шахіст i журналіст, представник Андорри від 2011 року, гросмейстер від 1988 року.

## Шахова кар'єра
1985 року переміг на турнірі в Лондоні, який проходив за круговою системою, а також посів 2-ге місце на меморіалі Ейлін Тренмер у Брайтоні. Через рік поділив 1-ше місце (разом з Еріком Педерсоном) у Лондоні. 1987 року поділив 2-ге місце (позаду Йозефа Клінгера) в Цугу. Того самого і наступного року грав за збірну своєї країни на чемпіонаті світу серед юнаків до 20-ти років. 1988 року переміг у Лондоні (разом з Сергієм Кудріним i Майклом Адамсом). У 1989 році був другим (позаду Патріка Волффа) в Торонто, а також поділив 2-ге місце (позаду Майкла Адамса, разом з Деніелом Кінгом i Джонатаном Местелем) на чемпіонаті Великої Британії, який відбувся в Плімуті. Наступного року поділив 2-місце на турнірі молодих майстрів у Окемі (позаду Ілана Манора, разом з Сергієм Тівяковим, Павелом Блатним i Збінеком Грачеком). 1992 року став одним із переможців на турнірі за швейцарською системою в Калькуті (разом із, зокрема, Вішванатаном Анандом), два роки по тому поділивши в тому самому місті 2-ге місце (позаду Сергія Тівякова, разом із, зокрема, Ентоні Майлсом i Йоргом Гіклем).
Від 1996 року брав участь лише в командних змаганнях у Великій Британії та Німеччини. 2001 року завершив кар'єру шахіста і припинив виступати на турнірах, які дають бали до рейтингу Ело. Того самого року переказав Федерації шахів Великої Британії 88 тис. фунтів на розвиток шахових шкіл для дітей, а наступного року став менеджером збірної Англії на шаховій олімпіаді в Бледі.
Веде шахову колонку в британській газеті The Daily Telegraph, а також є автором кількох книг про шахи.

## Публікації
- Trends in King's Indian Attack (1991)
- Winning with the Modern (1994)
- The Modern Benoni (1994)
- Advanced Chess (1995)
- "Daily Telegraph" Chess Puzzles (1995)
- "Daily Telegraph" Guide to Chess (1995)